# إيزابيل بيغارد
إيزابيل بيغارد (بالفرنسية Isabelle Bégard) . (مواليد 7 تموز - يوليو من سنة 1960 , باريس) وهي رياضية فرنسية أحرزت الميدالية الذهبية في مسابقة المبارزة للسيدات في أولمبياد موسكو .